# Iwan Sergejewitsch Bortnik

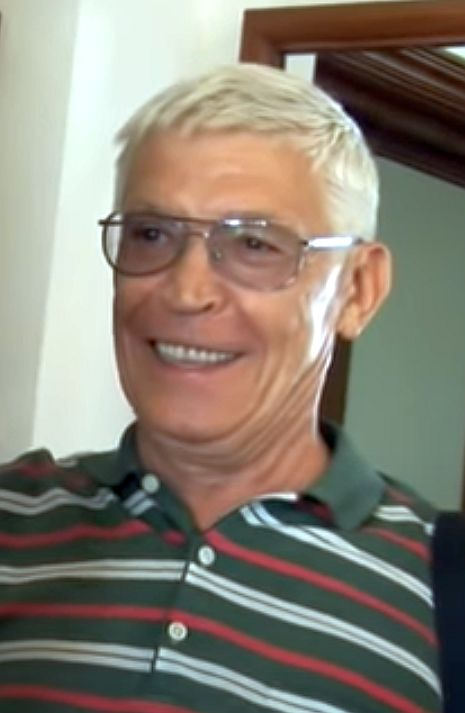
Iwan Bortnik, 2018

Iwan Sergejewitsch Bortnik (russisch Иван Сергеевич Бортник; * 16. April 1939 in Moskau, RSFSR, Sowjetunion; † 4. Januar 2019 ebenda, Russische Föderation) war ein sowjetischer bzw. russischer Schauspieler.

## Leben
Bortnik wurde nach dem Schulabschluss an der Russischen Akademie für Theaterkunst angenommen, wechselte dann jedoch an die Theaterschule „B. Schtschukin“, wo Wladimir Etusch sein Lehrer war. Er beendete die Ausbildung 1961 und trat danach am Gogol-Theater auf. Von 1967 bis 2018 hatte Bortnik ein Engagement beim Taganka-Theater inne. Zu den von ihm bedienten Stücken zählten Nachtasyl, Boris Godunow und eine Adaptionen von Die Mutter.
Sein erster Filmauftritt absolvierte Bortnik 1962.
Er war ein Freund von Wladimir Semjonowitsch Wyssozki.

## Filmografie (Auswahl)
- 1975: Iwan und Marja (Iwan da Marja)
- 1976: Fremde Briefe (Tschuschije pisma)
- 1976: Ein sentimentaler Roman (Sentimentalny roman)
- 1978: Eine Liebeserklärung (Objasnenije w ljubwi)
- 1979: Die schwarze Katze (Mesto wstretschi ismenit nelsja)
- 1982: Verwandtschaft (Rodnja)
- 1991: Gulag 3 (Saterjanny w Sibiri)
- 1996: Die Rückkehr des Panzerkreuzers (Woswraschtschenije bronenosza)
- 2002: [Anti]killer (Antikiller)

## Auszeichnungen
- Verdienter Künstler der RSFSR (30. November 1988)
- Volkskünstler Russlands (26. Juli 2000)